# 13657 Badinter
13657 Badinter este o planetă minoră (asteroid) din centura de asteroizi. A fost descoperită pe 8 martie 1997 la Observatorul European Austral de Eric Walter Elst și a fost numită după Élisabeth Badinter⁠(d). 
Obiectul prezintă o orbită caracterizată de o semiaxă mare de 2,4209724 UAi, o excentricitate de 0,2, o înclinație de 2,30728 ° în raport cu ecliptica.